# Connor Quinton
Connor Quinton (ur. 22 sierpnia 1999) – kanadyjski zapaśnik walczący w stylu wolnym.
Srebrny medalista mistrzostw panamerykańskich w 2023. Trzeci na mistrzostwach panamerykańskich juniorów w 2019 roku.
Zawodnik Holy Cross Catholic SS i McMaster University.